# Elena Barraquer Compte
Elena Barraquer Compte (Barcelona, 30 de mayo de 1954) es una oftalmóloga española especializada en cirugía de catarata y trasplante de córnea. En 2012 fue reconocida con la Medalla de Honor de Barcelona y en 2018 fue reconocida con el premio Queen Sophia Spanish Institute en su categoría de Premios a la excelencia. En 2017 creó la Fundación Elena Barraquer para continuar con las expediciones a África para operar cataratas que venía realizando desde 2004 cuando se creó la Fundación Barraquer.

## Biografía
Nacida en Barcelona en el seno de una familia de tradición médica e investigadora, pertenece a la cuarta generación de oftalmólogos. Su padre es el profesor Joaquín Barraquer Moner. Es nieta de Ignacio Barraquer especialmente conocido por sus avances en cirugía de cataratas y bisnieta de José Antonio Barraquer Roviralta, fundador en 1903 de la Sociedad de Oftalmológica de Barcelona y el primer catedrático de oftalmología de España en 1914. Su hermano Rafael Ignacio Barraquer Compte se dedica también a la misma especialidad.
Se licenció en Medicina y Cirugía por la Universidad Autónoma de Barcelona en 1977. Realizó sus prácticas en el Hospital Universitario Vall Hebrón de Barcelona donde logró en 1978 una beca para especializarse en el National Eye Institute perteneciente al National Institutes of Health de Bethesda, Maryland, EE. UU. Durante dos años estuvo trabajando en la investigación de cultivos del epitelio pigmentario de la retina y su aplicación en diversas patologías. Posteriormente se incorporó como Fellow en patología ocular en el Wilmer Eye Institute del Johns Hopkins Medical Institutions de Baltimore. Allí estuvo trabajando en el laboratorio del Profesor W. Richard Green desde 1980 hasta 1983.
Su formación en Estados Unidos continuó, una vez obtenida la convalidación del título de médico (ECFMG) con un año de medicina interna en el Sinai Hospital de Baltimore, de 1983 a 1984. Esto le permitió el acceso a la especialización profesional estadounidense, equivalente al MIR español. Durante tres años, de 1984 a 1987, se formó como médica residente en oftalmología en el Massachusetts Eye & Ear Infirmary, de la Universidad de Harvard en Boston. 
Al finalizar su residenció entró como Fellow en el Departamento de Córnea y Superficie Ocular del Bascom Palmer Eye Institute en Miami, donde permaneció desde 1987 hasta 1989, dando por acabado su periodo formativo. En este centro participó activamente en las investigaciones para el desarrollo del láser Excimer LASIK que actualmente se utiliza para la cirugía refractiva de la miopía, hipermetropía y astigmatismo.
Tras once años viviendo en EE. UU. se casó con un oftalmólogo italiano y se trasladó a Turín donde desde 1989 hasta 2002 ejerció de oftalmóloga-cirujana jefe en el Studio Médico Associato Barraquer Bosio.  En 2002 regresó a Barcelona donde asumió el cargo de Directora Médica Adjunta del Centro de Oftalmología Barraquer y coordinadora de atención al paciente.
En 2004 cuando su padre, su hermano y ella crearon la Fundación Barraquer, Elena asumió la dirección ejecutiva del Programa de Cooperación Internacional. Durante más de una década realizó expediciones médicas a África para eliminar la niebla del cristalino a casi un millar de pacientes. En 2016 murió su padre y tras discrepancias con su hermano Rafael Ignacio Barraquer Compte, actual director de la clínica oftalmológica y presidente del patronato de la Fundación Barraquer por el cambio de línea de la fundación decidió crear su propia fundación, la Fundación Elena Barraquer, presentada en septiembre de 2017 para continuar con su empeño de promover y ejecutar expediciones quirúrgicas a países africanos, dedicadas a operar de cataratas a poblaciones con pocos o ningún recurso sanitario.
Su especialidad es la oftalmología clínica de córnea, cristalino y la superficie ocular. En cirugía destaca su labor en la cirugía de la catarata, siendo pionera en la introducción en España de los primeros lentes intraoculares (LIO) en cámara posterior y de la  extracción extracapsular de la catarata. Actualmente lidera la inclusión de lentes intraoculares multifocales.

## Premios y reconocimientos
La Clau de Barcelona. Club d´Amics  Clau de Barcelona.2009
Medalla de Plata al Mérito de Barcelona. Ayuntamiento de la Ciudad. Guardia Urbana. 2011
Honorary Degree. ESERP (Barcelona School of Business and Social Sciences). 2012
Cruz al Mérito Policial. 2012
Medalla de Honor de Barcelona 2012. Excmo. Ayuntamiento de Barcelona. 
Premio Traveler. Viajero del año 2013. Editorial Conde Nast. 
Premio Alegría de Vivir. 2013
Premio Paul Harris-Rotary Club. 2013
Encomienda de Isabel la Católica. 2014
Premios Internacionales Puentes del Mundo, Embajador Social. 2014
Confraria  Gastronòmica del Cargol. Membre Confrare. 2014
Una de las Top 100 Mujeres Líderes en España en la categoría de Tercer Sector.  2013, 2014, 2015 y 2016 (honoraria) 
Premio Vogue. Personaje Joya. 2015
Premio FIDEM. Donna Emprendedora. 2015 
Premio En Positivo, líder del cambio social. 2015
Reconocimiento del Ministerio de Salud Pública de República Dominicana. 2015
Premio Ciudadano Europeo. 2015. 
Dastgheib Pioneer Award in Ocular Innovation. Duke University. 2016
Medalla de Oro de la Cruz Roja. 2017
Premio CODESPA a Pyme Solidaria. 2017
Sophia Award of Excellence 2018
Empresa ZEN Solidaria 2018
Entre las 500 mujeres más influyentes de España. 2017-2018-2019
Ranking Forbes “Mejores Especialistas de España”. 2017-2018-2019
The American Society of Cataract and refractive Surgery Foundation award for outstanding honorable efforts, to provide humanitarian eye care in the area of cataract bidness. 2019